# Landschaftsarchitekten
Die Fachzeitschrift Landschaftsarchitekten ist die Verbandszeitschrift des Bundes Deutscher Landschaftsarchitekten bdla und erscheint seit 2005 vierteljährlich im Patzer Verlag in Berlin-Hannover.
Als Diskussions- und Informationsmedium der Branche richtet sich die Fachzeitschrift seit ihrem Ersterscheinen 1990 neben Garten- und Landschaftsarchitekten auch an Architektenkammern, Garten- und Friedhofsämter, Gemeindeverwaltungen und wissenschaftliche Einrichtungen.
Beiträgen zu einem jeweiligen Kernthema (u. a. Planung und Pflege von öffentlichen Grünflächen, Friedhöfen, Sport- und Spielstätten, Kur- und Erholungsanlagen, Schlossgärten, Schul- und Krankenhausgärten) werden mit Berichten über die Arbeit des Verbands sowie fachliche und berufspolitische Entwicklungen ergänzt.
Ebenfalls im Patzer Verlag erscheint jährlich das Handbuch Landschaftsarchitekten, das zum einen ein Mitgliederverzeichnis sowie ein ausführliches Adressenregister von Verbänden und Organisationen enthält, zum anderen Projekte von bdla Mitgliedern sowie die Gewinner des Landschaftsarchitekturpreises vorstellt.